# Xirka Ġieħ ir-Repubblika
Xirka Ġieħ ir-Repubblika, w skrócie Xirka (pol. Towarzystwo Hołdu Republiki) – jednoklasowe, wysokie odznaczenie maltańskie ustanowione w 1975, nadawane jest za wybitne zasługi na rzecz Malty lub ludzkości. Członkowie uprzywilejowani są do stawiania liter  S.Ġ. (Sieħeb il-Ġieh) po nazwisku .
Odznaczenie nadawane jest przez prezydenta Malty na wniosek premiera. Członkami zwyczajnymi Xirka mogą być jedynie obywatele Malty. Liczba ich nie może przekroczyć 20, a w okresie dwóch lat nie można nadać więcej, niż trzy odznaczenia. Dodatkowo zarówno obywatelom Malty, jak i obcokrajowcom można nadać członkostwo honorowe, a ich liczba i ilość nadań nie jest ściśle ograniczona.
Nadanie nowych odznaczeń obywatelom Malty odbywa się raz w roku w Dzień Republiki (13 grudnia).

## Wygląd insygniów
Odznakę stanowi owalny, emaliowany medalion przedstawiający złotą bartyzanę na niebieskim tle. W otoku znajduje się złoty napis na białym tle – od góry dewiza odznaczenia (Għall-Ġid tal-Maltin'), a na dole jego nazwa (Ġieħ ir-Repubblika). Medalion otoczony jest dwiema gałązkami oliwki emaliowanymi na zielono ze złotymi owocami. Medalion zwieńcza złota gołębica z rozprostowanymi skrzydłami, trzymająca w szponach wstęgę z widniejącym rokiem założenia odznaczenia (1975). Odznaka noszona jest na czerwonej wstędze z dwoma białymi paskami po bokach przewieszonej przez prawe ramię na lewy bok. Pomniejszona odznaka umieszczona jest również na złotej gwieździe w kształcie wielopromiennego słońca.

## Odznaczeni
Pierwszym honorowym członkiem był Mu’ammar al-Kaddafi (5 grudnia 1975). Był on też pierwszą osobą, którą pozbawiono tego zaszczytu  (26 sierpnia 2011).
Inni odznaczeni obcokrajowcy to m.in. :
- włoski prezydent Giovanni Leone, 1975
- przewodniczący ChRL Li Xiannian, 1984
- prezydent KRLD Kim Ir Sen, 1985
- portugalski minister José Manuel Durão Barroso, 1994
- włoski kardynał Giovanni Battista Re, 1995
- francuski kardynał Jean-Louis Tauran, 1995
- włoski arcybiskup Pier Luigi Celata, 1995
- włoski minister Susanna Agnelli, 1995
- premier Badenii-Wirtembergii Erwin Teufel, 2001
- berliński burmistrz Klaus Wowereit, 2001
- niemiecki minister Jürgen Chrobog, 2001
- niemiecki minister Gunter Pleuger, 2001
- cypryjski minister Joanis Kasulidis, 2002
- estoński minister Villu Reiljan, 2003
- włoski minister Franco Frattini, 2004
- włoski minister Antonio Martino, 2004
- małżonek prezydenta Łotwy Imants Freibergs, 2004
- komisarz EU Günter Verheugen, 2004
- włoski prezydent Carlo Azeglio Ciampi, 2005
- brytyjska królowa Elżbieta II, 2005
- łotewski prezydent Vaira Vīķe-Freiberga, 2006
- ukraińska pierwsza dama Kateryna Juszczenko, 2008
- portugalska pierwsza dama Maria Cavaco Silva, 2008
- hiszpańska królowa Zofia, 2009
- komisarz EU Jacques Barrot, 2011
- litewski prezydent Dalia Grybauskaitė, 2012

Członkami honorowymi Xirka Ġieħ ir-Repubblika zostało również czworo Polaków :
- minister spraw zagranicznych Włodzimierz Cimoszewicz (25 października 2002),
- minister gospodarki Jacek Piechota (25 października 2002),
- szef Gabinetu Prezydenta RP Marek Ungier (25 października 2002),
- pierwsza dama RP Maria Kaczyńska (26 stycznia 2009).